# Kanadský chodník slávy

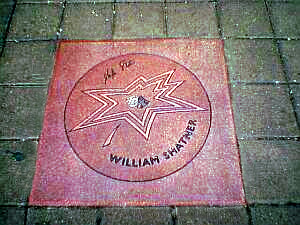
Hvězda Williama Shatnera

Kanadský chodník slávy je chodník, který je ozdoben hvězdami na počest známých Kanaďanů, obdobně jako americký Hollywoodský chodník slávy. Byl založen v roce 1998 a nachází se v Torontu v Ontariu. Celkový počet hvězd je 107, který zahrnuje sportovce, trenéry, herce, režiséry, scenáristy, filmové producenty, zpěváky, písničkáře, spisovatele, animátory, modelky a mnohé další…
Své nominace na udělení hvězdy může zasílat každý kanadský občan a následně pětičlenná porota vybere ty, kteří prokázali profesionální přínos, jsou aktivní více než pět let ve svém oboru, přispěli k rozvoji komunity atd. Další podmínkou je, že oceněná osoba musí přijít na odhalovací ceremoniál.
Jedna hvězda stojí cca 25 000 $ a ročně je vybráno asi 10–15 lidí, kteří dostanou svoji hvězdu na tomto chodníku.

## Seznam oceněných lidí
| Jméno                    |
| ------------------------ |
| Bryan Adams              |
| Pamela Anderson          |
| Paul Anka                |
| Denys Arcand             |
| Jann Arden               |
| Kenojuak Ashevak         |
| Margaret Atwood          |
| Dan Aykroyd              |
| Jean Béliveau            |
| Pierre Berton            |
| Scotty Bowman            |
| Johnny Bower             |
| Kurt Browning            |
| John Candy               |
| Jim Carrey               |
| Juliette Cavazzi         |
| George Chuvalo           |
| Cirque du Soleil         |
| Michael Cohl             |
| Alex Colville            |
| Pierre Cossette          |
| Toller Cranston          |
| Crazy Canucks            |
| David Cronenberg         |
| Hume Cronyn              |
| Céline Dion              |
| Shirley Douglas          |
| Jim Elder                |
| Linda Evangelista        |
| Timothy Findley          |
| Maureen Forrester        |
| David Foster             |
| Michael J. Fox           |
| Brendan Fraser           |
| Glenn Gould              |
| Robert Goulet            |
| Nancy Greene             |
| Wayne Gretzky            |
| The Guess Who            |
| Monty Hall               |
| Rick Hansen              |
| Rex Harrington           |
| Evelyn Hart              |
| Ronnie Hawkins           |
| Jill Hennessey           |
| Arthur Hiller            |
| Gordie Howe              |
| William Hutt             |
| Lou Jacobi               |
| Ferguson Jenkins         |
| Harry Jerome             |
| Norman Jewison           |
| Lynn Johnston            |
| Karen Kain               |
| John Kay                 |
| Diana Krall              |
| Daniel Lanois            |
| Mario Lemieux            |
| Robert Lepage            |
| Eugene Levy              |
| Gordon Lightfoot         |
| Rich Little              |
| Guy Lombardo             |
| Louis B. Mayer           |
| Lorne Michaels           |
| Joni Mitchell            |
| Alanis Morissette        |
| Anne Murray              |
| Mike Myers               |
| Nickelback               |
| Leslie Nielsen           |
| Catherine O'Hara         |
| Bobby Orr                |
| Walter Ostanek           |
| Mary Pickford            |
| Gordon Pinsent           |
| Luc Plamondon            |
| Christopher Plummer      |
| Ivan Reitman             |
| Ginette Reno             |
| Maurice Richard          |
| Jean-Paul Riopelle       |
| Lloyd Robertson          |
| Robbie Robertson         |
| Royal Canadian Air Farce |
| Rush                     |
| Buffy Sainte-Marie       |
| Barbara Ann Scott        |
| Second City Television   |
| Mack Sennett             |
| Paul Shaffer             |
| William Shatner          |
| Helen Shaver             |
| Martin Short             |
| David Steinberg          |
| Teresa Stratas           |
| Donald Sutherland        |
| Kiefer Sutherland        |
| Veronica Tennant         |
| The Tragically Hip       |
| Alex Trebek              |
| Shania Twain             |
| Jacques Villeneuve       |
| Jack Warner              |
| Wayne and Shuster        |
| Fay Wray                 |
| Neil Young               |